# روزبه کلباسی
روزبه کلباسی (زاده ۱۳۶۴) تدوین‌گر اهل ایران است. وی کار خود را از سال ۱۳۸۳ آغاز کرده است، او متولد مرداد ۱۳۶۴ در تهران می باشد. او علاوه بر تدوین به ساخت انیمیشن و تیتراژ و ویژوال افکت و صداگذاری و طراحی تسلط دارد. وی علاوه بر عضویت در کانون تدوینگران خانه سینما در آسیفای ایران نیز عضویت دارد. وی در پروژه های زیادی حضور داشته که بخشی از آنها در زیر ذکر شده است.

## تدوین
- شبانه های ورونیکا (مهدی صاحبی)
- سلام علیکم حاج آقا (حسین تبریزی)
- آشوب (کاظم راستگفتار)
- داش آکل (محمد عرب)
- من دیوانه نیستم (علیرضا امینی)
- افسونگر (حسین تبریزی)
- آلما (عباس مرادیان)
- مفت آباد (پژمان تیمورتاش)
- ماه عسل (سریال ۱۳ قسمتی - شاهد احمدلو)
- توطئه فامیلی (سریال ۱۵ قسمتی - رامبد جوان)
- تا رهایی (سریال ۱۳ قسمتی - حسین تبریزی)
- راز پنهان (سریال ۳۰ قسمتی - فلورا سام)
- باغ سرهنگ (سریال ۳۰ قسمتی - فلورا سام)
- بی قرار (سریال ۲۸ قسمتی - فلورا سام)
- بزم آخر (سریال ۶ قسمتی - سجاد شهریاری)
- بوی باران (سریال ۶ قسمتی - حسین تبریزی)
- کیفر (سریال ۷ قسمتی - حسین تبریزی)
- قسم (سریال ۳ قسمتی - حسین تبریزی)
- شبهای روشن (سریال ۳ قسمتی - مجید مظفری)